# Resolutie 588 Veiligheidsraad Verenigde Naties
Resolutie 588 van de Veiligheidsraad van de Verenigde Naties werd unaniem aangenomen op 8 oktober 1986.

## Achtergrond
Tussen 1980 en 1988 waren Irak en Iran in een bloedige oorlog verwikkeld. Toen Iran begin 1982 de bovenhand haalde, besloot het Irak — dat de oorlog was begonnen — binnen te vallen om er enkele heilige steden te veroveren. In Irak stuitten ze echter op hevig verzet van een ingegraven vijand en het offensief mislukte. 
In 1983 ging Iran opnieuw zwaar in de aanval, maar ook deze keer zonder succes. Het gehavende Irak wilde terug vrede sluiten, maar Iran weigerde dat. De vastgelopen oorlog verplaatste zich onder meer naar de Perzische Golf. In 1984 viel Irak Iraanse olietankers aan, waarna Iran tankers aanviel die met Iraakse olie van Koeweit kwamen of van landen die Irak steunden. De meeste aanvallen werden door Iran uitgevoerd op Koeweitse tankers. 
In de periode 1985-86 begon Irak zonder veel succes een offensief, dat door Iran werd beantwoord door een tegenoffensief.

## Inhoud
De Veiligheidsraad:
- Heeft de kwestie tussen Iran en Irak in beraad genomen.
- Herinnert eraan dat de Veiligheidsraad al zes jaar op de hoogte blijft van de situatie en er beslissingen over heeft genomen.
- Is erg bezorgd over de voortzetting van het conflict met veel doden en schade tot gevolg.
- Herinnert aan de verplichting van alle lidstaten om geschillen vreedzaam op te lossen.
- Herinnert er verder aan dat de lidstaten de verantwoordelijkheid voor de wereldvrede aan de Veiligheidsraad hebben gelaten en derhalve de rol van de Veiligheidsraad in het oplossen van geschillen aanvaarden.
- Looft de inspanningen van de secretaris-generaal om het conflict vreedzaam op te lossen.

1. Roept Iran en Irak op onmiddellijk resolutie 582 uit te voeren.
2. Vraagt de secretaris-generaal zijn inspanningen daartoe te vergroten en tegen 30 november te rapporteren.
3. Besluit opnieuw bijeen te komen om het rapport van de secretaris-generaal in beschouwing te nemen evenals de voorwaarden om een duurzame vrede tussen de twee landen te bewerkstelligen, in overeenstemming met het Handvest van de Verenigde Naties, de basisbeginselen inzake gerechtigheid en de internationale wetgeving.

## Verwante resoluties
- Resolutie 552 Veiligheidsraad Verenigde Naties (1984)
- Resolutie 582 Veiligheidsraad Verenigde Naties
- Resolutie 598 Veiligheidsraad Verenigde Naties (1987)
- Resolutie 612 Veiligheidsraad Verenigde Naties (1988)

Lijst ·  581 ·  582 ·  583 ·  584 ·  585 ·  586 ·  587 ·  588 ·  589 ·  590 ·  591 ·  592 ·  593